# Anna Karenina (miniserie televisiva 2013)
Anna Karenina è una miniserie televisiva italiana in due puntate, ispirata all'omonimo romanzo di Lev Tolstoj. Nata da una collaborazione tra Italia, Germania, Francia e Spagna, è stata prodotta rispettivamente da Lux Vide, Betafilm, Pampa Productions e Telecinco, per la regia di Christian Duguay.

## Trama
Una delle più grandi storie d’amore mai scritte, raccontata secondo le intenzioni di Tolstoij. Dopo decine di adattamenti cinematografici e televisivi la storia di Anna Karenina viene vista con occhi completamente nuovi, attraverso la rivisitazione di parti del romanzo spesso trascurate.
Nella miniserie protagoniste sono due donne: Anna e Kitty. La tragedia e la realizzazione di una felicità commovente e imperfetta, il sentimento e la ragione, l’amore straordinario e l’amore quotidiano intrecciati in quel racconto originale e assoluto che è Anna Karenina.
La trama si distende tra diverse coppie in un gioco di simmetrie, equilibri strutturali e contrappesi: Stiva e Dolly, Kitty e Levin, Anna e Vronskij e Anna e Karenin. Tutto gira intorno a queste coppie, ognuna delle quali porta a una riflessione profonda sul concetto di famiglia e del matrimonio, tratteggiando un affresco indelebile sulle verità dell’amore

## Colonna sonora
Bianca Atzei canta una nuova versione del pezzo One Day I'll Fly Away, brano già interpretato dalla cantante statunitense Randy Crawford e reinterpretato da Nicole Kidman nel film Moulin Rouge! del 2001.